# 維利霍韋齊 (博胡斯拉夫區)
49°33′0″N 31°0′26″E / 49.55000°N 31.00722°E
維利霍韋齊（烏克蘭語：Вільховець）是位於烏克蘭北部的村莊，由基辅州奧布希夫區的博胡斯拉夫市鎮負責管轄。該村面積6.5平方公里，海拔高度148米，2001年人口616，人口密度每平方公里94.8人。